# Innkreisbahn
| |                                              |                                                                                     |                                                                                     |
| Streckennummer (ÖBB): | 207 01                                       |                                                                                     |                                                                                     |
| Kursbuchstrecke (ÖBB): | 151                                          |                                                                                     |                                                                                     |
| Streckenlänge: | 59,220 km                                    |                                                                                     |                                                                                     |
| Spurweite: | 1435 mm (Normalspur)                         |                                                                                     |                                                                                     |
| Streckenklasse: | D4 (Neumarkt-Kallham–Ried) D2 (Ried–Simbach) |                                                                                     |                                                                                     |
| Maximale Neigung: | 12 ‰                                         |                                                                                     |                                                                                     |
| Minimaler Radius: | 271 m                                        |                                                                                     |                                                                                     |
| Streckengeschwindigkeit: | 120 km/h                                     |                                                                                     |                                                                                     |
| Zugbeeinflussung: | PZB                                          |                                                                                     |                                                                                     |
| |                                              |                                                                                     |                                                                                     |
| \| \| \| Passauer Bahn von Wels \| \| \| \| 29,729 \| Neumarkt-Kallham \| 385 m ü. A. \| \| \| 31,250 \| Neumarkt-Kallham West \| Neumarkt-Kallham West \| \| \| 31,6311,911 \| Passauer Bahn nach Passau \| Passauer Bahn nach Passau \| \| \| 6,511 \| Wendling bei Haag \| Wendling bei Haag \| \| \| 9,680 \| Pram-Haag \| 439 m ü. A. \| \| \| 11,50 \| Feldegg (2001 aufgelassen) \| Feldegg (2001 aufgelassen) \| \| \| \| A 8 \| \| \| \| 15,089 \| Peterskirchen \| Peterskirchen \| \| \| 19,346 \| Anschlussbahn (Awanst) RAG \| Anschlussbahn (Awanst) RAG \| \| \| \| Salzkammergutbahn von Attnang-Puchheim \| \| \| \| 21,602 \| Ried im Innkreis \| 461 m ü. A. \| \| \| \| Salzkammergutbahn nach Schärding \| \| \| \| 26,30 \| Mehrnbach (02.06.1996 aufgelassen) \| Mehrnbach (02.06.1996 aufgelassen) \| \| \| 28,90 \| Atzing (02.06.1996 aufgelassen) \| Atzing (02.06.1996 aufgelassen) \| \| \| 31,837 \| Neuratting \| Neuratting \| \| \| 35,278 \| Gurten \| 400 m ü. A. \| \| \| 38,366 \| Anschlussbahn (Awanst) Rübenverladung \| Anschlussbahn (Awanst) Rübenverladung \| \| \| 39,898 \| Geinberg \| Geinberg \| \| \| 42,364 \| Obernberg-Altheim \| 358 m ü. A. \| \| \| 45,324 \| Mühlheim/Inn \| Mühlheim/Inn \| \| \| 48,848 \| Mining \| 348 m ü. A. \| \| \| 53,380 \| Hagenau im Innkreis \| Hagenau im Innkreis \| \| \| \| Mattigtalbahn von Steindorf bei Straßwalchen \| \| \| \| 57,027 \| Abzw Mining 1 \| Abzw Mining 1 \| \| \| 57,885 \| Anschlussgleis AMAG Ranshofen \| Anschlussgleis AMAG Ranshofen \| \| \| 58,406 \| Braunau am Inn \| 350 m ü. A. \| \| \| \| \| \| \| \| 59,229 \| Staatsgrenze nächst Braunau am Inn Innbrücke, Staatsgrenze Österreich / Deutschland \| Staatsgrenze nächst Braunau am Inn Innbrücke, Staatsgrenze Österreich / Deutschland \| \| \| \| \| \| \| \| \| nach München \| \| |                                              |                                                                                     |                                                                                     |
| Strecke |                                              | Passauer Bahn von Wels                                                              | Passauer Bahn von Wels                                                              |
| Bahnhof | 29,729                                       | Neumarkt-Kallham                                                                    | 385 m ü. A.                                                                         |
| Blockstelle | 31,250                                       | Neumarkt-Kallham West                                                               | Neumarkt-Kallham West                                                               |
| Abzweig geradeaus und nach rechts | 31,6311,911                                  | Passauer Bahn nach Passau                                                           | Passauer Bahn nach Passau                                                           |
| Haltepunkt / Haltestelle | 6,511                                        | Wendling bei Haag                                                                   | Wendling bei Haag                                                                   |
| Bahnhof | 9,680                                        | Pram-Haag                                                                           | 439 m ü. A.                                                                         |
| ehemaliger Haltepunkt / Haltestelle | 11,50                                        | Feldegg (2001 aufgelassen)                                                          | Feldegg (2001 aufgelassen)                                                          |
| Strecke mit Straßenbrücke |                                              | A 8                                                                                 | A 8                                                                                 |
| Haltepunkt / Haltestelle | 15,089                                       | Peterskirchen                                                                       | Peterskirchen                                                                       |
| Abzweig geradeaus und von links | 19,346                                       | Anschlussbahn (Awanst) RAG                                                          | Anschlussbahn (Awanst) RAG                                                          |
| Abzweig geradeaus und von links |                                              | Salzkammergutbahn von Attnang-Puchheim                                              | Salzkammergutbahn von Attnang-Puchheim                                              |
| Bahnhof | 21,602                                       | Ried im Innkreis                                                                    | 461 m ü. A.                                                                         |
| Abzweig geradeaus und nach rechts |                                              | Salzkammergutbahn nach Schärding                                                    | Salzkammergutbahn nach Schärding                                                    |
| ehemaliger Haltepunkt / Haltestelle | 26,30                                        | Mehrnbach (02.06.1996 aufgelassen)                                                  | Mehrnbach (02.06.1996 aufgelassen)                                                  |
| ehemaliger Haltepunkt / Haltestelle | 28,90                                        | Atzing (02.06.1996 aufgelassen)                                                     | Atzing (02.06.1996 aufgelassen)                                                     |
| Haltepunkt / Haltestelle | 31,837                                       | Neuratting                                                                          | Neuratting                                                                          |
| Bahnhof | 35,278                                       | Gurten                                                                              | 400 m ü. A.                                                                         |
| Abzweig geradeaus und von rechts | 38,366                                       | Anschlussbahn (Awanst) Rübenverladung                                               | Anschlussbahn (Awanst) Rübenverladung                                               |
| Haltepunkt / Haltestelle | 39,898                                       | Geinberg                                                                            | Geinberg                                                                            |
| Bahnhof | 42,364                                       | Obernberg-Altheim                                                                   | 358 m ü. A.                                                                         |
| Haltepunkt / Haltestelle | 45,324                                       | Mühlheim/Inn                                                                        | Mühlheim/Inn                                                                        |
| Bahnhof | 48,848                                       | Mining                                                                              | 348 m ü. A.                                                                         |
| Haltepunkt / Haltestelle | 53,380                                       | Hagenau im Innkreis                                                                 | Hagenau im Innkreis                                                                 |
| Abzweig geradeaus und von links |                                              | Mattigtalbahn von Steindorf bei Straßwalchen                                        | Mattigtalbahn von Steindorf bei Straßwalchen                                        |
| Blockstelle | 57,027                                       | Abzw Mining 1                                                                       | Abzw Mining 1                                                                       |
| Abzweig geradeaus und von links | 57,885                                       | Anschlussgleis AMAG Ranshofen                                                       | Anschlussgleis AMAG Ranshofen                                                       |
| Bahnhof | 58,406                                       | Braunau am Inn                                                                      | 350 m ü. A.                                                                         |
| |                                              |                                                                                     |                                                                                     |
| Grenze auf Brücke über Wasserlauf | 59,229                                       | Staatsgrenze nächst Braunau am Inn Innbrücke, Staatsgrenze Österreich / Deutschland | Staatsgrenze nächst Braunau am Inn Innbrücke, Staatsgrenze Österreich / Deutschland |
| |                                              |                                                                                     |                                                                                     |
| Strecke |                                              | nach München                                                                        | nach München                                                                        |

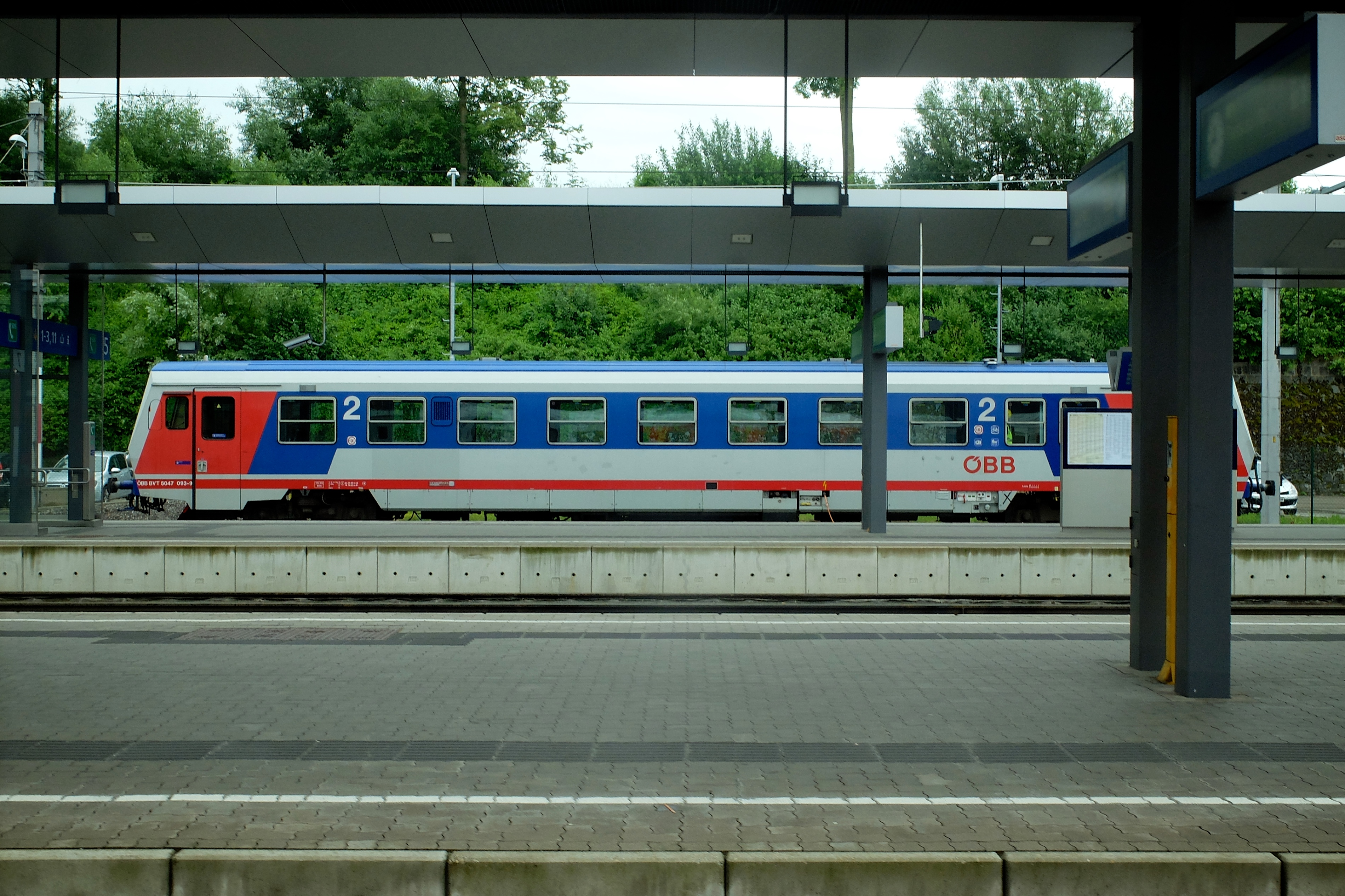
Triebwagen der Reihe 5047 im Bahnhof Neumarkt-Kallham

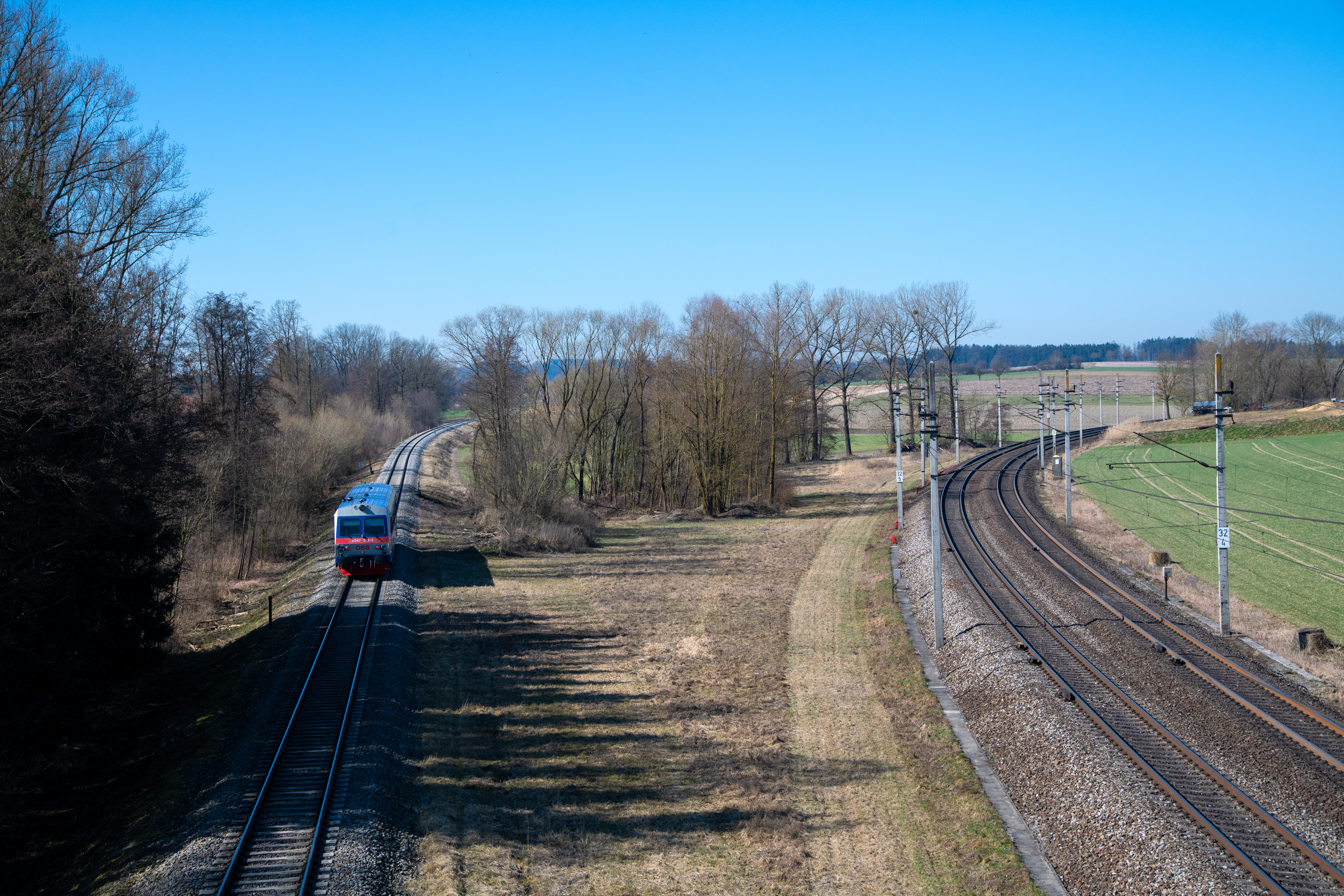
Innkreisbahn & Passauer Bahn östlich des Bhf. Neumarkt-Kallham

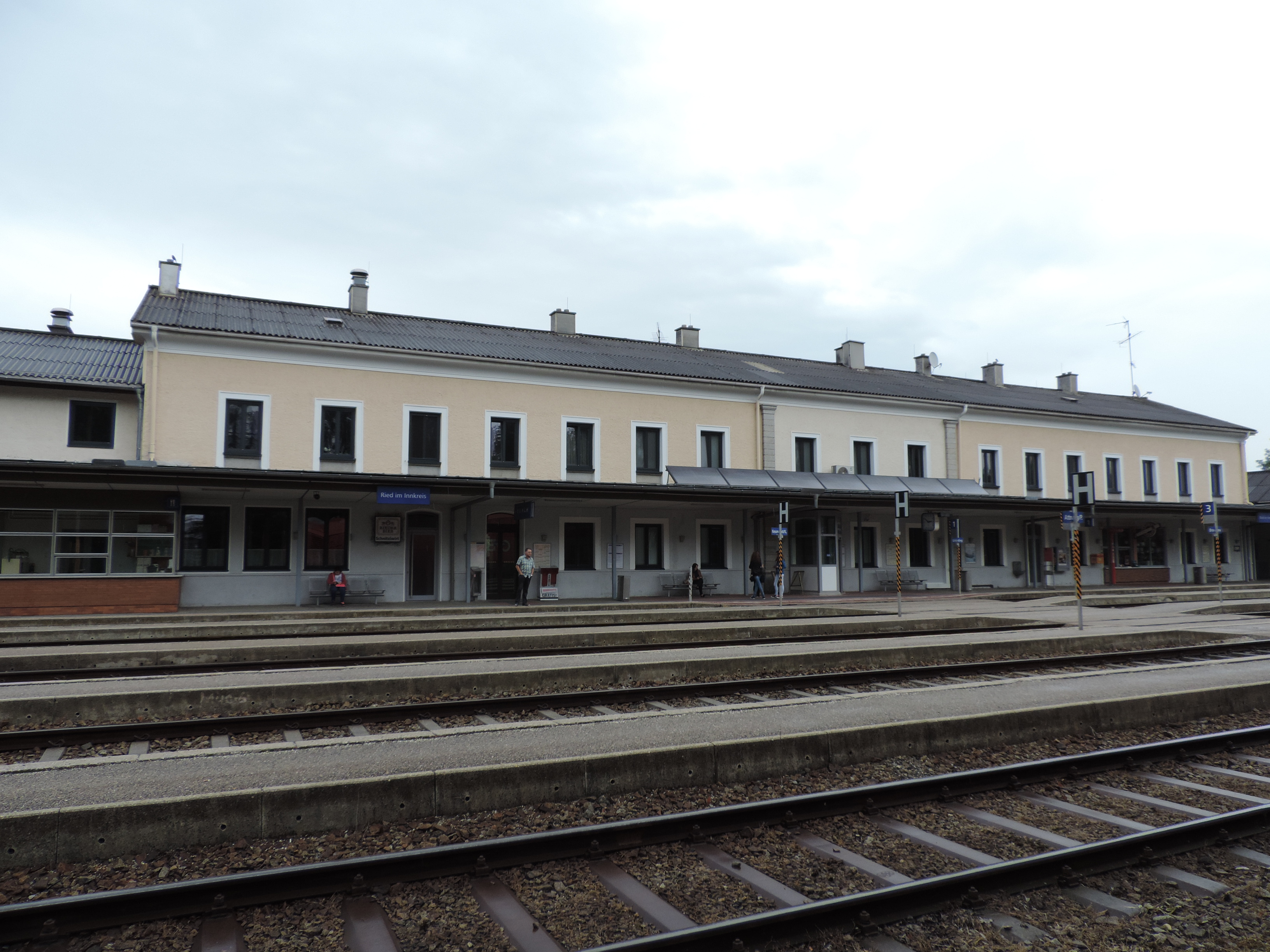
Bahnhof Ried im Innkreis

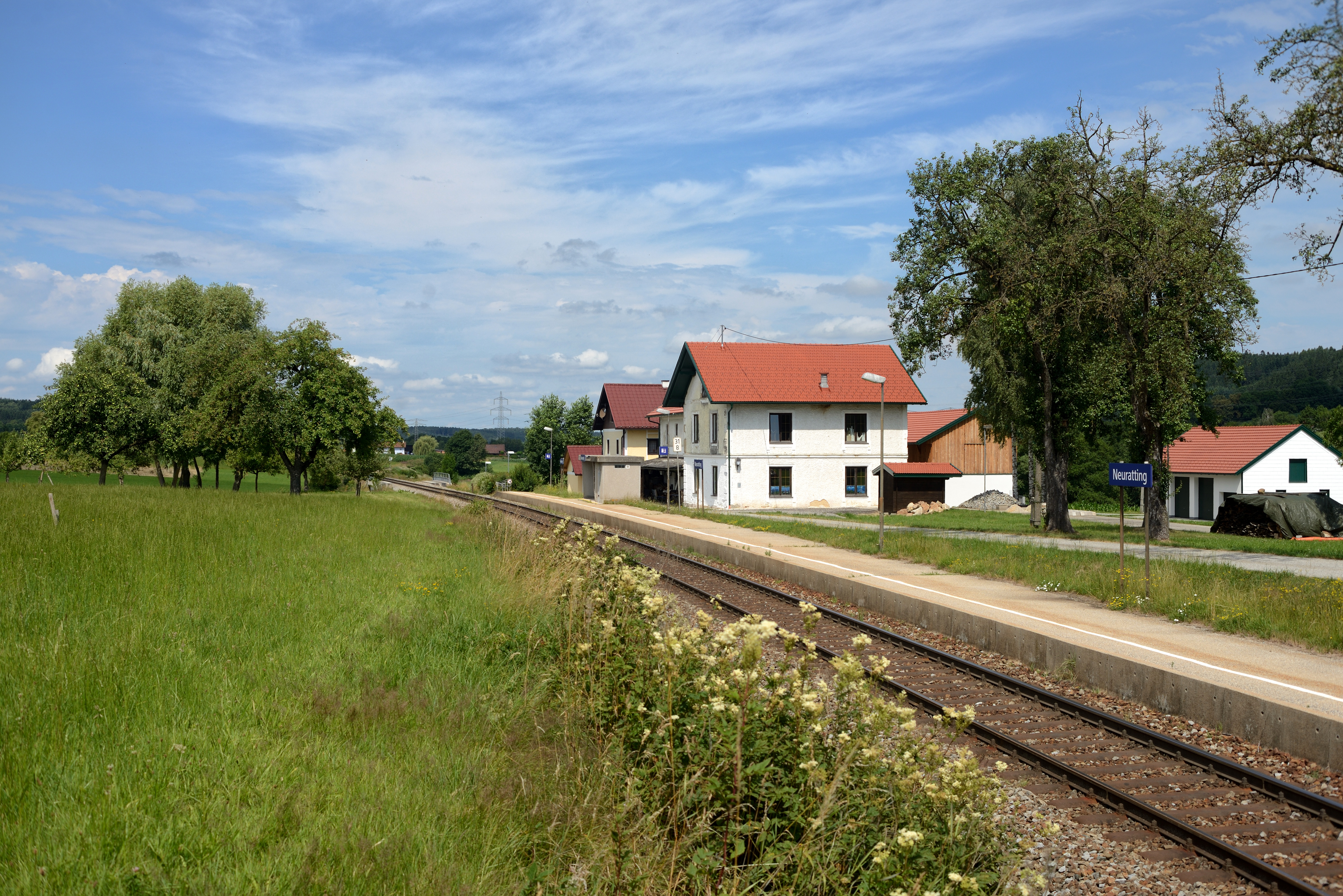
Haltestelle Neuratting

Die Innkreisbahn, auch Innviertelbahn, ist eine eingleisige, nicht elektrifizierte Hauptbahn in Oberösterreich. Sie verläuft vom Bahnhof Neumarkt-Kallham an der Strecke Wels–Passau über Ried im Innkreis und Braunau am Inn zur Staatsgrenze nach Deutschland, wo sie in die Bahnstrecke München–Simbach übergeht. Die Innkreisbahn verbindet somit das Innviertel mit dem oberösterreichischen Zentralraum und Bayern. Die Strecke gehört zum Ergänzungsnetz der ÖBB-Infrastruktur AG.
Sie stellt die kürzeste Verbindung zwischen den Städten Wien und München dar. Aus diesem Grund nahm unter anderem der Orient-Express zwischen 1883 und 1897 diese Route. Jedoch fährt seit 2013 der gesamte Fernverkehr zwischen diesen beiden Städten über den Umweg via Salzburg, da diese Strecke besser ausgebaut und vollständig elektrifiziert ist und der Großraum Salzburg als bedeutender Verkehrsknoten nicht ausgelassen werden soll. Bis 2029 soll die Strecke elektrifiziert werden.

## Geschichte
Während Schärding 1861 mit der Inbetriebnahme der Passauer Bahn ans Schienennetz angebunden wurde, blieben die beiden anderen Innviertler Bezirkshauptstädte Ried und Braunau vorerst ohne Bahnanschluss. Da das Innviertel geographisch und historisch stark nach Bayern orientiert war, kristallisierte sich auf Drängen der Rieder eine Linienführung von Neumarkt über Ried nach Braunau mit Anschluss an das bayrische Bahnnetz heraus. 1865 wurde die Bau- und Betriebskonzession erteilt, 1868 die k.k. priv. Aktiengesellschaft der Neumarkt - Ried - Braunauer Bahn mit Sitz in Ried gegründet und ein Jahr später mit den Bauarbeiten begonnen. 1870 wurde die Bahngesellschaft von der Kaiserin-Elisabeth-Bahn gekauft, die bereits die Bahnstrecke von Wien nach Salzburg (mit Anschluss nach München) betrieb, da sie eine Konkurrenz durch die nach München 65 km kürzere Verbindung über Ried und Braunau befürchtete.
Am 20. Dezember 1870 wurde der Betrieb auf der Strecke Neumarkt-Kallham – Braunau aufgenommen. Nach der Fertigstellung der Brücke über den Inn und der Eröffnung der Strecke von Simbach über Mühldorf nach München wurde am 1. Juni 1871 der Verkehr bis zum Bahnhof Simbach aufgenommen. 1882 wurde die Kaiserin-Elisabeth-Bahn verstaatlicht und die Strecke Teil der k.k. Staatsbahnen. Von 1883 bis 1897 fuhr der Orient-Express über Simbach anstatt wie später über Salzburg.
Das im Juli 2019 vorgestellte Übereinkommen zwischen dem Land Oberösterreich und den ÖBB sieht vor, dass die Strecke auf ihrer gesamten Länge bis zum Jahr 2030 elektrifiziert werden soll.
Die „Neue Innkreisbahn“ ist eine seit Jänner 2024 geplante Hochleistungsstrecke der ÖBB, die einen völlig neuen Streckenverlauf einnehmen soll. Ihr primäres Ziel ist es, Wien und Linz über Mühldorf am Inn besser mit München zu verbinden. In der Vorstellung des Zielnetzes 2040 ist nur eine schematische Darstellung des Trassenverlaufs ersichtlich. Ersichtlich ist, dass die Bahn südwestlich von Wels von der Westbahn abzweigt, die Salzkammergutbahn und die Mattigtalbahn kreuzt und dann Richtung Mühldorf weitergeführt werden soll. An den beiden gekreuzten Bahnen sollen Umstiegsmöglichkeiten entstehen. Die neuen Haltepunkte werden als „Hausruckviertel“ und „Innviertel“ bezeichnet.

## Technik
Zwischen Pram-Haag und Mining wird die Strecke im vereinfachten Fernbedienungsbetrieb durch den Fernbedienungsbahnhof Ried im Innkreis gesteuert. Örtlich besetzt sind die Bahnhöfe Ried im Innkreis und Braunau am Inn und die Abzweigung Mining 1 in Dietfurt. Der Bahnhof Neumarkt-Kallham ist seit 2015 nicht mehr besetzt. Im Bahnhof Ried im Innkreis kommt ein elektronisches Stellwerk zum Einsatz, während im Bahnhof Braunau am Inn noch zwei Stellwerke (teilweise mit Formsignaltechnik ausgerüstet) benutzt werden. Die Strecke ist mit der Zugsicherung PZB ausgerüstet. In der Nachtzeit (0–4 Uhr) ist auf der gesamten Strecke Dienstruhe, die Weichen werden in dieser Zeit für eine Durchfahrt von Neumarkt-Kallham nach Braunau am Inn gestellt.

## Personenverkehr
Die Strecke wird zwischen Neumarkt-Kallham und Simbach (Inn) mit Regionalzügen bedient. Diese verkehren an Werktagen tagsüber im Stundentakt, zu den Spitzenzeiten am Morgen, zu Mittag und am späten Nachmittag im (angenäherten) Halbstundentakt, an Sonn- und Feiertagen im Zweistundentakt. Einige dieser Züge verkehren direkt ab/bis Wels oder Linz. Zusätzlich gibt es einige Regional-Express-Züge, die als Verstärker eingesetzt werden.
Die jeweils frühesten Züge Richtung Neumarkt-Kallham verlassen werktags Braunau am Inn um 5:14 Uhr sowie Ried im Innkreis um 4:42 Uhr, die jeweils späteste Verbindung aus Neumarkt-Kallham erreicht Ried um 0:00 Uhr sowie Braunau um 0:32 Uhr.
Seit dem Fahrplanwechsel im Dezember 2013 verkehren die Züge in neuer Taktlage, wodurch die Umsteigebeziehungen deutlich verbessert werden konnten. So haben die Züge der Innkreisbahn jetzt in Simbach am Inn direkten Anschluss an die Südostbayernbahn, in Ried im Innkreis konnte der „Spinne Ried“ genannte Taktknoten wiedereingeführt werden (darunter versteht man das gleichzeitige Zusammentreffen der Züge aus bzw. nach Simbach am Inn, Schärding, Neumarkt-Kallham sowie Attnang-Puchheim), und weiters haben Reisende der Innkreisbahn jetzt in Linz direkten Anschluss an die Railjet-Züge von und nach Wien Hbf. Der im Jahr 2008 eingeführte und zuletzt nur noch einmal täglich verkehrende direkte Zug von München über Mühldorf am Inn nach Garsten wurde mit dem Fahrplanwechsel 2013 eingestellt, es gibt somit auf dieser Strecke keine umsteigefreien Verbindungen zwischen Bayern und Oberösterreich mehr.
Zur Beschleunigung werden alle Haltestellen an dieser Strecke als Bedarfshaltestellen geführt. Das heißt, dass Regionalzüge nur halten, wenn zum Aussteigen die Haltewunschtaste im Zug gedrückt wird oder sich wartende Reisende auf dem Bahnsteig befinden.

### Lokomotiv- und Wageneinsatz
Ein Großteil der Regionalzüge wird noch aus den älteren Dieseltriebwagen der Reihe 5047 gebildet, daneben kommen verstärkt Dieseltriebwagen der Reihe 5022 („Desiro“) zum Einsatz. Einzelne, stark ausgelastete Züge werden aus „CityShuttle“-Wagen gebildet und mit Diesellokomotiven der Reihe 2016 bespannt.

## Güterverkehr
Der Güterverkehr hat auf der Innkreisbahn nur untergeordnete Bedeutung. Während der Rübenkampagne gibt es Ganzzüge ab Ried im Innkreis nach Enns, die Wagen werden als Leerzüge zugeführt. Weiterhin verkehren zwischen Ried im Innkreis und Neumarkt-Kallham vereinzelt Verschubgüterzüge. Einmal pro Werktag gibt es auch einen gemischten Güterzug zwischen Braunau am Inn bzw. Mühldorf am Inn und dem Verschiebebahnhof Wels. An zwei Tagen in der Woche verkehrt ein Kokszug der LTE Logistik- und Transport GmbH zwischen Žiar nad Hronom (Slowakei) und dem Wackerwerk in Burghausen (Deutschland). In Fahrtrichtung Ost-West fährt der Zug jedoch planmäßig zunächst über die Westbahn bis Steindorf und von dort über die Mattigtalbahn nach Braunau am Inn. Alle Güterzüge werden planmäßig mit Lokomotiven der Reihe 2016 bespannt.